# Société suisse des ingénieurs et des architectes
 (octobre 2022).
Pour les articles homonymes, voir SIA.
La Société suisse des ingénieurs et des architectes, (SIA, en allemand : Schweizerischer Ingenieur- und Architektenverein) est l'association professionnelle des ingénieurs et architectes en Suisse.

## Composition et activités
Fondée en 1837, sise à Zurich, la SIA compte près de 15 000 membres en 2013. 
Elle réunit les professionnels des domaines de l'ingénierie, de l'architecture, de l'environnement et de l'industrie titulaires d'un diplôme universitaire ou équivalent. Elle promeut l'ingénierie, l'architecture et les autres disciplines scientifiques des domaines de la construction, de la technique et de l'environnement, renforce l'importance culturelle, sociale et économique de celles-ci, soutient la création et l'innovation, la recherche de qualité et la collaboration interdisciplinnaire. Elle représente ses membres vis-à-vis des autorités, des milieux économiques et du public.
La SIA est principalement connue du public pour son travail de normalisation. Non seulement elle publie des normes à l'attention des professionnels suisses (normes SIA) mais elle participe aussi à l’élaboration de normes européennes et internationales (EN, ISO).

## Histoire

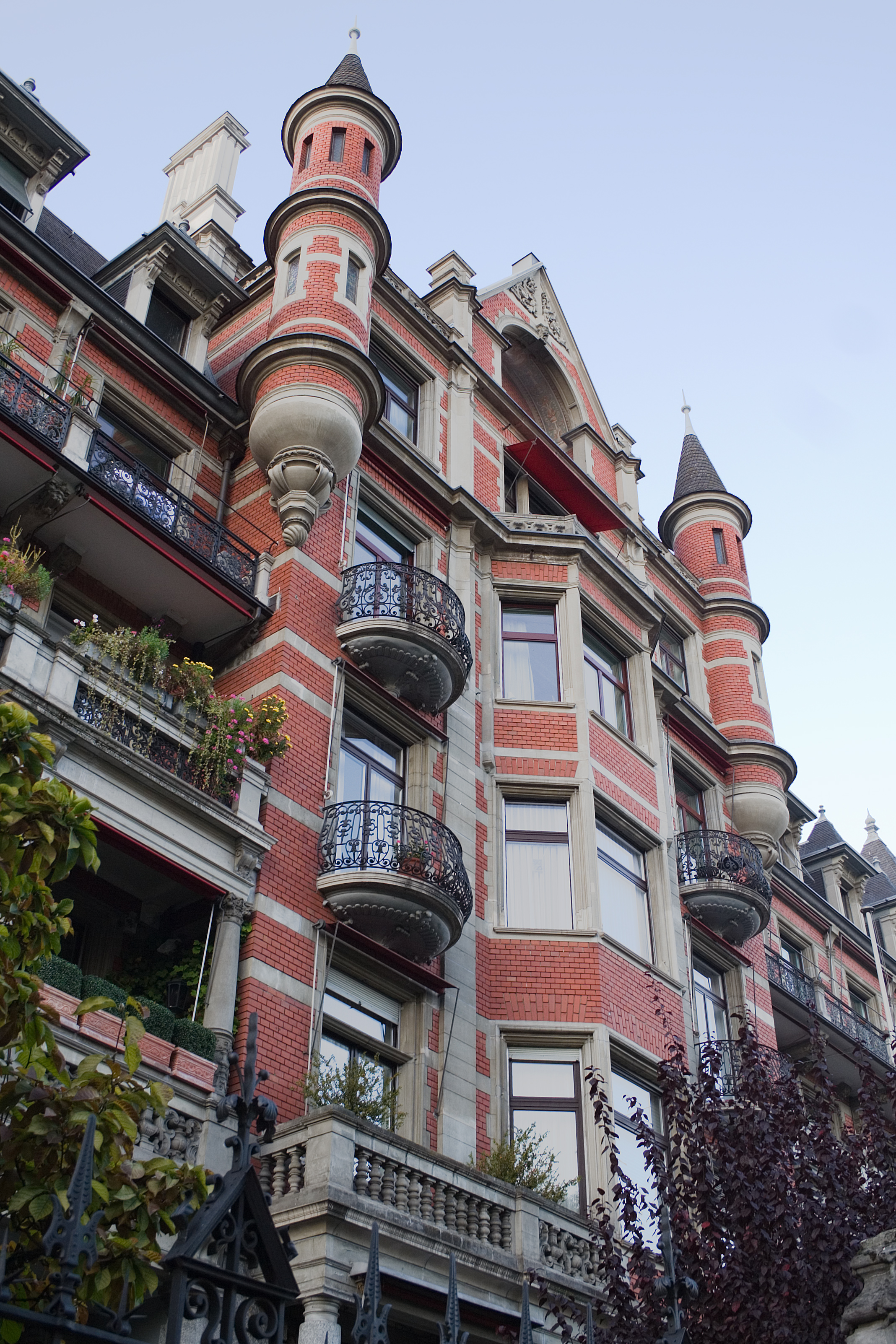
Zurich, Rotes Schloss, ancien siège de la SIA

La SIA est fondée à Aarau le 24 janvier 1837. Son premier président d'honneur, en 1871, est le Général Henri Dufour.
Dès 1883, la SIA commence à publier ses propres normes techniques, appelées normes SIA. Les travaux de normalisation portent alors sur les formats des briques, la classification des fers et aciers ainsi que les conditions standard pour les ponts et le matériel des chemins de fer.
Elle s'installe à Zurich en 1877. Elle occupe d'abord le Rotes Schloss, Beethovenstrasse 1, puis fait construire sa propre tour, à la Selnaustrasse 16, qu'elle inaugure en 1970.
Autrefois réservée aux universitaires, elle ouvre ses portes en 2001 aux diplômés des Écoles techniques spécialisées et des Hautes écoles spécialisées.